# Gianfranco Barra
Gianfranco Barra (ur. 5 kwietnia 1940 w Rzymie, zm. 23 marca 2025 tamże) – włoski aktor filmowy i teatralny.

## Kariera
Wystąpił w ponad 80 filmach, głównie jako aktor charakterystyczny. Urodzony w Rzymie, Barra studiował w Akademii Sztuk Dramatycznych Silvio d’Amico w swoim rodzinnym mieście. Najpierw występował na scenie, a w 1968 roku zadebiutował w filmie. Był również aktywny w telewizji, reklamach i jako dramatopisarz.

## Filmografia
- 1968: Lekarz kasy chorych, jako doktor, kolega ze szpitala
- 1970: Śledztwo w sprawie obywatela poza wszelkim podejrzeniem, jako policjant przesłuchujący męża Augusty
- 1972: Nie torturuj kaczuszki, jako Impallomeni
- 1972: Jesse i Lester - dwaj bracia, jako Due fratelli
- 1972: Związkowiec, jako Karabinier
- 1972: Avanti!, jako Bruno
- 1972: Policja dziękuje, jako agent Esposito
- 1973: Miłość i anarchia
- 1973: Święto, jako ksiądz
- 1973: Chleb i czekolada, jako Turek
- 1974: Policjantka, jako dr Gargiulo
- 1974: Sędzia, jako policjant
- 1975: Podejrzana śmierć małoletniej, jako Teti
- 1976: Nauczyciel nauk przyrodniczych, jako przewodniczący
- 1977: Panna, Byk i Koziorożec, jako Alberto Scapicolli
- 1977: Nowe potwory, jako mafioso
- 1977: Podwójne morderstwo, jako Cantalamessa
- 1979: Policjantka z oddziału moralności, jako komisarz Nardecchia
- 1979: Dzikie łoża, jako Lester
- 1981: Lew pustyni, jako Sentry
- 1982: Bananowy Joe, jako Torsillo
- 1988: Partia, jako Manolo
- 1988: Jutro się zdarzy, jako Biagio
- 1991: Gumowa ściana, jako minister obrony
- 1993: Ucieczka niewinnego, jako portier
- 1994: Tylko ty, jako Danieli Concierge
- 1999: Utalentowany pan Ripley, jako kierownik Aldo
- 1999: Ostatnie życzenie taty, jako Guido Puccini
- 2000: Tequila i Bonetti w Rzymie, jako inspektor Mazzoli
- 2000: Ostatnie lato, jako Peppino
- 2002: Niebo, jako porucznik
- 2006: Hrabina Castiglione, jako delegat Castelli
- 2006: Saga sycylijska, jako Don Luigi
- 2007: Kolacja z nieznajomą, jako Corrado Baghdikian